# Beilngries
Beilngries este un oraș din districtul Eichstätt, regiunea administrativă Șvabia, landul Bavaria, Germania.

## Personalități născute aici
- Karl Harrer (1890 - 1926), scriitor, politician.